# Alfred Komarek

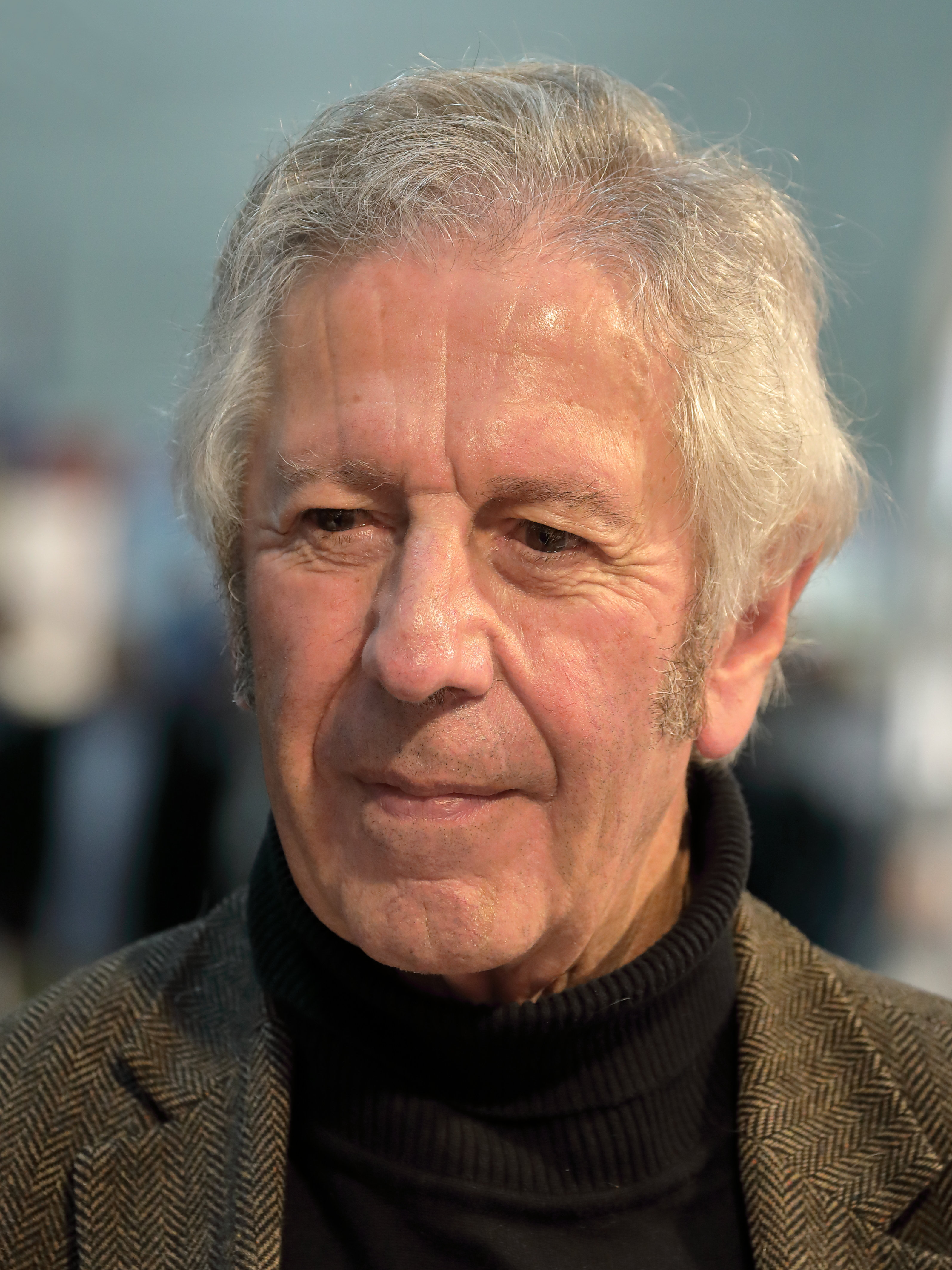
Alfred Komarek (2019)

Alfred Komarek (* 5. Oktober 1945 in Bad Aussee; † 27. Jänner 2024 in Wien) war ein österreichischer Schriftsteller. Er war Autor einer Reihe von Kriminalromanen um den Gendarmerieinspektor Simon Polt. Komarek lebte als freier Autor in Wien, Bad Aussee und Niederösterreich.

## Leben
Alfred Komarek maturierte am Privatgymnasium in Bad Aussee (heute BORG Bad Aussee) und begann schon während seines später abgebrochenen Jus-Studiums (wo er bei Hans Lentze am Handwörterbuch zur deutschen Rechtsgeschichte mitarbeitete) aus Geldnot Glossen und Reportagen für Zeitungen und später Texte für das Radio zu verfassen. Er versuchte dabei das geschriebene Wort den Anforderungen des Hörfunks anzupassen. Legendär wurde seine über viele Jahre laufende Sendung Melodie exklusiv mit ihrer Mischung aus Folkmusik und behutsam poetischen, auch ein wenig anzüglichen Texten. Auch im Bayerischen und im Hessischen Rundfunk wurden Komareks Texte ausgestrahlt, darunter: Features, Hörspiele, Essays, Feuilletons, Erzählungen und TV-Drehbücher (zuletzt für die ORF-Reihe „Universum“). Alfred Komarek war nicht nur Verfasser zahlreicher Kriminalromane, sondern auch Autor diverser Sachbücher zum Thema Heimatkunde beziehungsweise Geografie. Er führte sowohl durch österreichische als auch durch weitere europäische Kulturlandschaften.

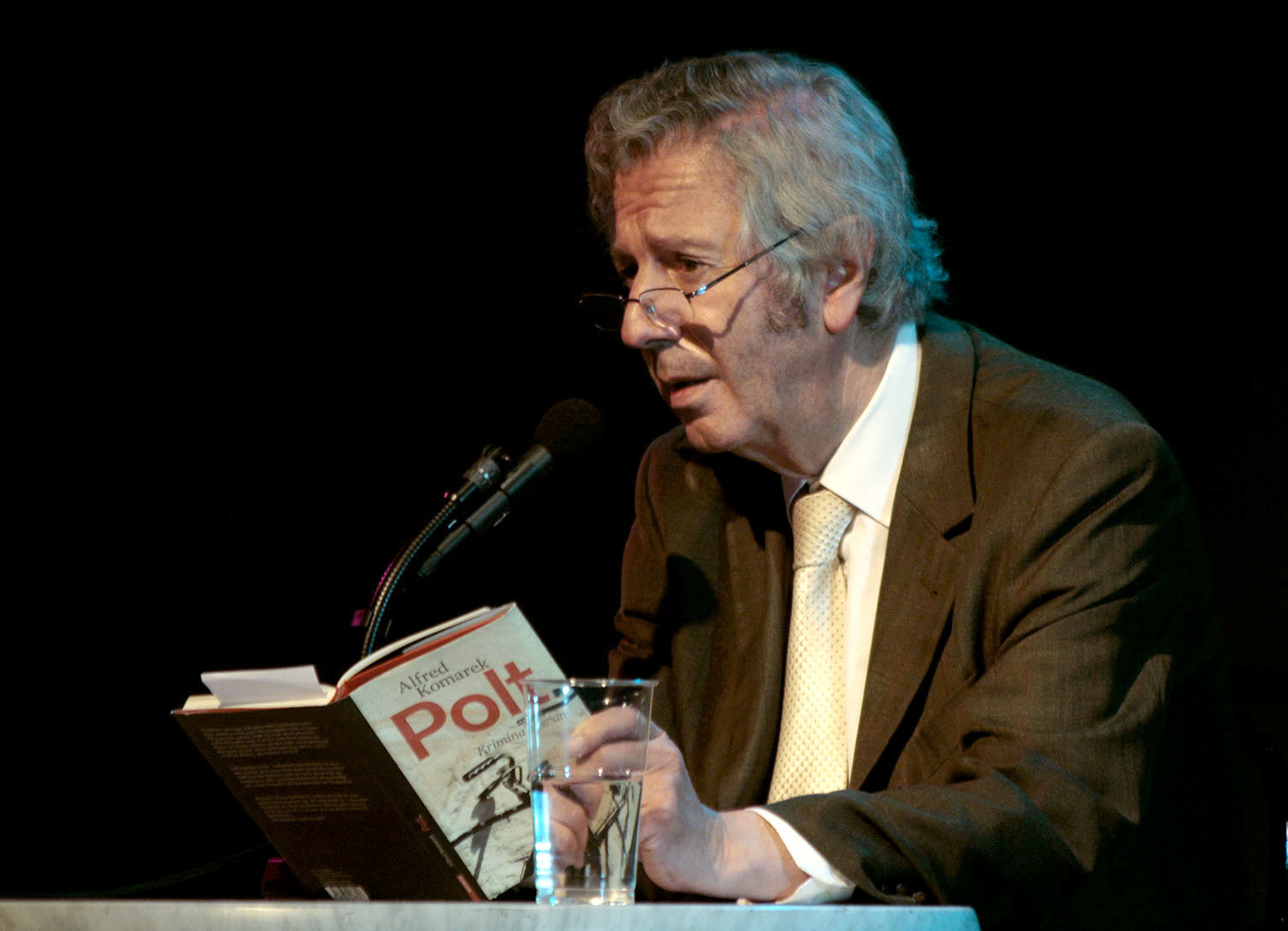
Alfred Komarek liest aus Polt. (2009)

Sein erster Kriminalroman Polt muß weinen wurde mit dem Glauser als bester deutschsprachiger Krimi des Jahres 1999 ausgezeichnet. Sechs Polt-Romane und die ersten zwei Käfer-Romane wurden bisher von ORF und ARTE für das Fernsehen verfilmt. Gemeinsam mit Julian Pölsler erhielt Alfred Komarek 2002 die Romy für das beste Drehbuch.
Alfred Komarek textete auch für verschiedene Sängerinnen, darunter für Edita Gruberová, und unter dem Namen Alfred Schilling für Anikó Benkö das erfolgreiche Lied „Sag zum Leben ja“. Er gehörte zu den Donaldisten.
Komarek moderierte das österreichische Literaturmagazin LiteraTOUR des Senders ServusTV, ab September 2018 abwechselnd mit Theodora Bauer.
Im Weinviertel besaß er ein Presshaus im Pulkautal (Bezirk Hollabrunn). Alfred Komarek starb im Jänner 2024 im Alter von 78 Jahren. Er wurde auf dem Friedhof von Bad Aussee beigesetzt.

## Werke (Auswahl)
Sachbücher:
- mit János Kalmár, Hubertus Knabe: Budapest. Bucher, Berlin/München 1991, ISBN 3-7658-0681-1.
- Weinviertel. Tauchgänge im grünen Meer. Kremayr & Scheriau, Wien 1998, ISBN 3-218-00641-4
- Im tiefsten Waldviertel. Brandstätter, Wien 2007, ISBN 978-3-902510-74-7.
- mit Wolfgang Schüssel: Das rotweißrote Weltkugelbuch. Ueberreuter, Wien 1998, ISBN 3-8000-1506-4.
- Spätlese. Texte aus vier Jahrzehnten. Haymon, Innsbruck 2007, ISBN 978-3-85218-507-1.
- Anstiftung zum Innehalten. Styria, Wien/Graz/Klagenfurt 2010, ISBN 978-3-222-13297-1.
- Reihe Österreich von innen:
  1. Österreich von innen: Semmering. Haymon, Innsbruck 2012, ISBN 978-3-7099-7001-0.
  2. Österreich von innen: Wachau. Haymon, Innsbruck 2013, ISBN 978-3-7099-7094-2.

Belletristik:
- Alfred, Haymon Verlag, Innsbruck 2019, ISBN 978-3-7099-3454-8.
- Alfred Komareks Weihnachtsgeschichten, Haymon Verlag, Innsbruck 2020, ISBN 978-3-7099-8106-1.
- Käfer-Romane:
  1. Die Villen der Frau Hürsch. Roman. Haymon, Innsbruck 2004, ISBN 978-3-85218-444-9.
  2. Die Schattenuhr. Roman. Haymon, Innsbruck 2005, ISBN 978-3-85218-483-8.
  3. Narrenwinter. Haymon, Innsbruck 2006, ISBN 3-85218-510-6.
  4. Doppelblick. Haymon, Innsbruck 2008, ISBN 978-3-85218-556-9.
- Krimis mit Simon Polt:
  1. Polt muss weinen. Roman. Haymon, Innsbruck 1998, ISBN 978-3-85218-275-9.
  2. Blumen für Polt. Roman. Haymon, Innsbruck 2000, ISBN 978-3-85218-321-3.
  3. Himmel, Polt und Hölle. Roman. Haymon, Innsbruck 2001, ISBN 978-3-85218-359-6.
  4. Polterabend. Roman. Haymon, Innsbruck 2003, ISBN 978-3-85218-413-5.
  5. Polt. Kriminalroman. Haymon, Innsbruck 2009, ISBN 978-3-85218-604-7.
  6. Zwölf mal Polt. Kriminalgeschichten. Haymon, Innsbruck 2011, ISBN 978-3-85218-678-8.
  7. Alt, aber Polt. Kriminalroman. Haymon, Innsbruck 2015, ISBN 978-3-7099-7177-2.

Kinderbücher:
- Bohumil Blubb und die Wächter der Wasserwelt. NP, St. Pölten 2004, ISBN 3-85326-284-8.
- Flugs! Ein Spatz führt durch Wien (Wien-Führer für Kinder). Dachs, Wien 2004, ISBN 3-85191-314-0.
- Katz- und Kratzgeschichten. Edition Arano, Krems 2000, ISBN 3-934429-62-9.
- Das Rote-Nasen-Geschichtenbuch. Bezaubernde Märchen. G-und-G, Wien 2003, ISBN 3-7074-0199-5.

Hörbücher:
- Polt muss weinen, ORF 2002 (3 CDs gelesen von Erwin Steinhauer)
- Blumen für Polt, Preiser Records Wien, ORF 2003, ISBN 3-7085-0030-X (ungekürzt, 3 CDs gelesen von Ernst Grissemann, 312 Min.)
- Himmel, Polt und Hölle, Preiser Records Wien, ORF 2003, ISBN 3-7085-0049-0 (ungekürzt, 3 CDs gelesen von Wolfram Berger, 324 Min.)
- Polterabend, Preiser Records Wien, ORF 2004, ISBN 3-7085-0056-3 (4 CDs gelesen von Alfred Komarek, 265 Min.)

## Auszeichnungen
- 1999: Friedrich-Glauser-Preis der „Autorengruppe deutschsprachige Kriminalliteratur“ – Das Syndikat für „Polt muß weinen“
- 2002: Romy (bestes Drehbuch, gemeinsam mit Julian Pölsler) für Inspektor Simon Polt.
- 2011: Großes Ehrenzeichen für Verdienste um das Bundesland Niederösterreich
- 2011: Ehrenpreis des österreichischen Buchhandels für Toleranz in Denken und Handeln[7]
- 2016: Österreichisches Ehrenkreuz für Wissenschaft und Kunst I. Klasse[8]
- 2017: Großer Josef-Krainer-Preis[9]
- 2017: Niederösterreichischer Kulturpreis – Würdigungspreis in der Kategorie Literatur[10]